# Catallagia wymani
Catallagia wymani är en loppart som först beskrevs av C.Fox 1909.  Catallagia wymani ingår i släktet Catallagia och familjen mullvadsloppor. Inga underarter finns listade i Catalogue of Life.